# Байка про космічне яйце
«Байка про космічне яйце» (серб. Скаска о космичком јајету, 1992) — драма сербського письменника Зорана Стефановича, в діалозі з п'єсами Семюела Беккета.
Драма отримала дуже позитивну оцінку зі сторони вітчизняної та зарубіжної критики. Неодноразово публікувалася в друкованому та електронному вигляді. Переклади: македонський, англійський, французький (1992), румунський (2000), український (2010), російський (2011).

## Дійові особи
- Перший;
- Друга

## Із рецензій
- «Імунітет на Беккета здобувається його ретельним вивченням. Це може зайняти трохи часу, але Стефанович вирішив процес ефективно й ефектно скоротити, знайти найкоротший шлях, який разом з тим не позбавить від креативності. З декількох п'єс Беккета він зробив нову, за всіма показниками постмодернізму зовсім свою й автохтонну драму. Він говорить про те, що носить Беккетові драми в собі, але не говорить прямо, — це мусив сам письменник сказати в іншому місці й при іншій нагоді — що людське життя наймелодраматичніше з усіх мелодрам. (...) Стефанович знову написав одну ненаписану драму, не пограбувавши його ні в чому, а лише додавши, при чому лише найкращу комбінацію вже існуючого, іронію, оптимістичну дистанцію і те, чого основному авторові не вистачає — гумор. (...)» — Дубравка Кнежевич (післямова книги Слов'янський Орфей та інші драми, Белград, 1995)[1]
- «(Письменник) вносить в місцеву театральну рутину нетиповий (читай нереалістичний) експеримент, схильну до фантастики й гротеску чуттєвість, яка полонить багатошаровістю й численними значеннєвими площинами.» — Ілля Бакич (журнал Време, Белград 1995)[2]
- «(Очевидним є) існування багатошарового інтелектуального дискурсу, відмінної театральної естетики, а також опори на традицію, яка в історії театру була найвибагливішою.» — Петар Груїчич (рецензія книги Слов'янський Орфей та інші драми, 1995)[3]
- «Поетика Зорана Стефановича є абсолютно диспартною на нашому літературному просторі. (...) Він не фотографує, він оформлює. Він не бере занадто багато із дійсності, але й те, що запозичає, слугує йому як матеріал для пошуків сутності людини і явищ.» —  Володимир Стаменкович (рецензія рукопису книги Слов'янський Орфей та інші драми, 1995)[4]